# シンドゥ七大河
シンドゥ七大河（シンドゥななたいが、サンスクリット: सप्त सिंधु Sapta Sindhu）とは、古代インドの宗教文献『リグ・ヴェーダ』に述べられている、当時著名であった七つの神聖な大河の列挙である。イランの宗教文献『アヴェスター』にも、「ヒンドゥー七大河」（hapta həndu）が言及されており、これとシンドゥ七大河とは同一であると考えられている。
サラスヴァティー川が、シンドゥすなわちインダス川の支流として、シンドゥ七大河の7番目に挙げられている（『リグ・ヴェーダ』7.36.6）。しかし、あまりに知れ渡ったことであったためか、その他の河川についてはその名が挙げられておらず、明確に特定することができない。シンドゥ七大河は、パンジャーブ州の地方にあったと推測されるため、サラスヴァティー川以外には、『リグ・ヴェーダ』3.33および10.75で言及されている以下のような河川がその候補となる。
1. シュトゥドリー川（現在のサトレジ川）
2. パルシュニー川（現在のラーヴィー川（英語版））
3. アシクニー川（現在のチェナーブ川）
4. ヴィタスター川（現在のジェルム川）
5. ヴィパーシュ川（現在のビアース川、以上五つがパンジャーブ五河）
6. アールジーキーヤ川（現在のパキスタン領ハロー川（英語版））
7. スショーマー川（現在のパキスタン領ソーハン川（英語版））

次のように、ヒンドスタン平原まで範囲を広げて考える説も提示されている。
- ヤムナー川
- ガンジス川
- サラユ川（英語版）

しかし、『リグ・ヴェーダ』の他の箇所（10.64.8 と 10.75.1）においては、「三組の七大河」や「九十九河川」が言及されており、『リグ・ヴェーダ』においては「七」という数字が特別な意義を有していることからも、シンドゥ七大河はその内容よりも「七」つの大河であるという表現自体が意図されていた可能性もあるとされる。